# Nicolas-Antoine Nouet
Nicolas-Antoine Nouet (30 august 1740, Pompey, azi în Meurthe-et-Moselle – 24 aprilie 1811, Chambéry, Savoie) a fost un astronom francez.

## Biografie
După o ședere în Ordinul cistercian, el a intrat la Observatorul din Paris în 1785, fiind recrutat ca elev de către directorul acestuia, Jean-Dominique Cassini. La un an după demisia lui Cassini (în 1793), Nouet va fi, pentru scurt timp, director provizoriu al observatorului.
Astronom, inginer șef, geograf, el a fost unul dintre decanii de vârstă ai Expediției în Egipt, și unul dintre cei mai harnici. Membru al Institut d'Égypte la 22 august 1798, în secțiunea de matematici, el a fost ales președinte al acestui institut, la 8 septembrie 1800.
A dat un mare ajutor inginerilor geografi. Contrar altor savanți, a avut norocul să nu-și piardă instrumentele în naufragiul navei Patriote sau în jaful casei Caffarelli. A dispus de un cerc multiplicator al lui Borda, de un ceas marin Bertoud și de o lunetă astronomică Dollond. A determinat latitudinile observând eclipsele sateliților lui Jupiter.
La reîntoarcerea în Franța, a devenit inginer topograf în biroul războiului și a condus operațiunile topografice ale hărții masivului Mont Blanc.
Asteroidul 18638 Nouet a fost denumit în onoarea sa.